# Lorenzo Costa il Giovane

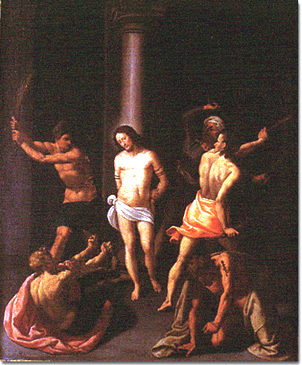
Geißelung Christi, Öl auf Leinwand, 77 × 65 cm, Mantua, Museo di Palazzo D’Arco.

Lorenzo Costa (* 1537 in Mantua; † 29. September 1583 ebenda) war er ein italienischer Renaissance-Maler, der hauptsächlich in Rom und Mantua, seiner Heimatstadt, arbeitete. Um ihn von seinem Großvater zu unterscheiden, wurde er Lorenzo il Giovane genannt.

## Biografie
Aus den Sterbebüchern der Stadt Mantua geht hervor, dass er 1583 im Alter von 46 Jahren verstorben ist. Deshalb wird als Geburtsjahr 1537 angenommen. Er gehörte zu einer Malerdynastie und war der Enkel von Lorenzo Costa und Sohn von Girolamo oder besser gesagt von Ippolito Costa, von dem er das Handwerk erlernte. In Mantua sind einige Jugendwerke dokumentiert, aber schon 1561 war er in Rom, wo er bis 1564 blieb. Dort arbeitete er unter Federico Zuccari an verschiedenen Projekten, wie z. B. der Dekoration des Borgia-Turms, des Tribunale della Ruota, des Belvedere und Casino von Pius IV. Im Jahre 1564 entstanden im Auftrag des Adeligen Alfonso Gonzaga de Novellara eine Reihe von Papstporträts. Für Jahre von 1564 bis 1569 gibt es keine Dokumente, es ist aber höchstwahrscheinlich, dass er aus Rom zurückkehrte und für den Hof der Gonzaga arbeitete. Erst 1569 sind Zahlungen dokumentiert, als er mit dem Architekten Giovanni Battista Bertani in der kürzlich von Herzog Guglielmo Gonzaga gegründeten Kirche Santa Barbara arbeitete.
Er arbeitete wie bereits sein Großvater für die Familie Gonzaga. Seine Mitarbeit an den Dekorationen des Corte Nuova und des Corte Vecchia des Herzogspalastes von Mantua (1569–1581) sowie an anderen Räumen ist dokumentiert, obwohl der größte Teil seines Werkes nicht mehr bekannt ist. Das Deckenfresko im Sala dello Zodiaco von 1579 stammt von ihm und das Fresko Bau der Porta Pradella im Salone di Manto des „Appartamento Grande di Castello“ wurde ihm zugeordnet. Sein Stil war dank seiner Jahre am Päpstlichen Hof, wo er sich intensiv mit dem Werk von Federico und Taddeo Zuccari sowie dem von Federico Barocci beschäftigte, völlig manieristisch.
Er starb am 29. September 1583 in Mantua und wurde in der Kirche von Santa Mostiola in Revere begraben.

## Werke
- Taufe Konstantins (1569, Santa Barbara, Mantua)
- Martyrium des Heiligen Adrians (1572, Santa Barbara, Mantua)
- Heilige Helena und das wahre Kreuz (Kirche Santi Fabiano e Sebastiano a San Martino dall’Argine)
- Abendessen im Haus des Pharisäers (Pfarrkirche von Boccadiganda, Mantua)
- Predigt Johannes des Täufers (San Leonardo, Mantua)
- Martyrium des Heiligen Lorenzo (Santa Maria delle Grazie, Mantua)
- Vermehrung von Brot und Fisch (San Barnaba, Mantua)
- Fresken im Palazzo Ducale in Mantua (1569–1581)
- Diana auf dem von Hunden gezogenen Wagen, Gewölbe Sala dello Zodiaco; Palazzo Ducale, Mantua (1579)